# Joseph Anthony Murphy
Joseph Anthony Murphy, né le 24 décembre 1857 à Dundalk et mort le 25 novembre 1939 à Milwaukee, est un prélat et missionnaire catholique jésuite américain. 

## Biographie
Joseph Anthony Murphy naît à Dundalk, dans le comté de Louth en Irlande, le 24 décembre 1857. Enfant, il perd sa mère et son père déménage à Chicago, où Joseph se rend à l'école Saint-Ignace puis devient jésuite au noviciat Saint-Stanislas de Florissant, dans le Missouri. Le 26 août 1888, Murphy est ordonné prêtre au sein du séminaire jésuite de Woodstock, dans le Maryland. De 1895 à 1905, il est préfet des études au sein de l'université de Detroit Mercy, puis part en mission dans le Honduras britannique jusqu'en 1910, où il est victime d'une sévère fièvre tropicale. 

### Dpyen d'université et évêque
Murphy retourne aux États-Unis où il devient le directeur d'UFR des arts libéraux de l'Université Marquette, poste qu'il occupe de 1910 à 1921, puis professeur de philosophie à l'Université de Saint-Louis pendant deux ans. Il demande une réaffectation à la mission jésuite et est nommé, à l'âge de 66 ans, vicaire apostolique au Honduras britannique et évêque titulaire de Birtha (de). Le 19 mars 1924, Murphy est consacré évêque par l'archevêque John Joseph Glennon avec comme co-consécrateurs Anthony J. Schuler et Joseph Chartrand (en). Il dirige la paroisse Saint-Sauveur, l'église mère de Belize. Son épiscopat est marqué par la construction de projets tel que la Cathédrale Saint-Sauveur, la plus grande de Belize à l'époque, ainsi que par la reconstruction suite à l'ouragan survenu en 1931 au Honduras britannique, un ouragan de catégorie 4 ayant tué approximativement 2 500 personnes. 

### Catholique irlandais

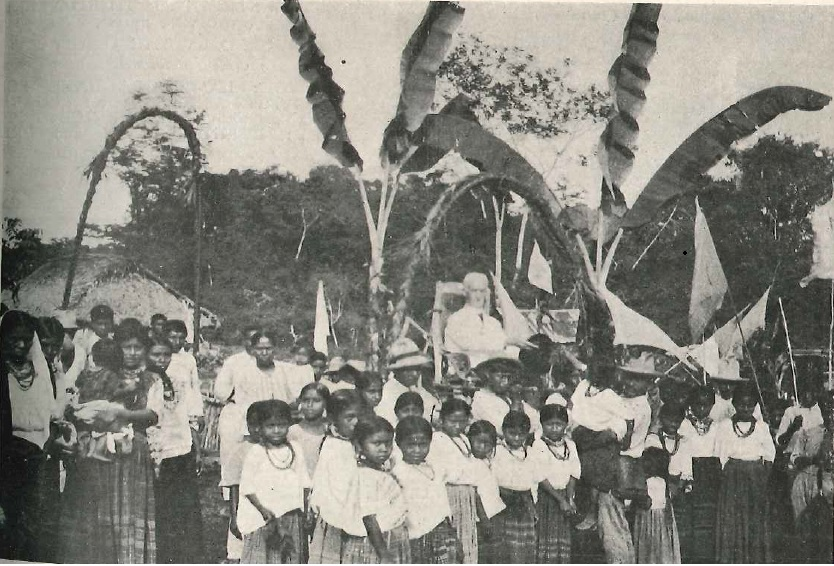
Murphy transporté dans un village Maya

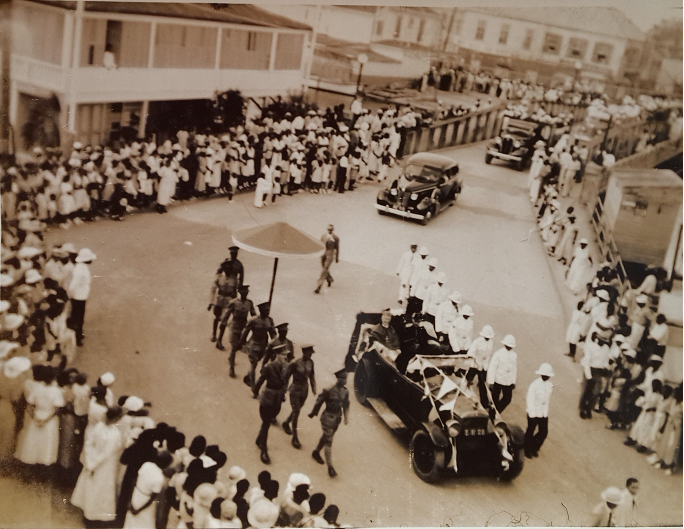
La parade du Jubilé de Murphy à Belize

Né au bord de l'Irlande catholique, le zèle de Murphy pour le catholicisme est profondément enraciné dans le catholicisme irlandais ainsi que les relations entre l'Irlande et le Royaume-Uni. Il refuse de se lever pendant l'hymne national britannique lors des cérémonies publiques, ou bien de recevoir l'évêque anglican pour une visite. Murphy semble apprécier le rituel de sa fonction. Il fait une entrée royale au sein des villages Qʼeqchiʼ, transporté sur un trône que les Mayas portaient sur leurs épaules ainsi que des feuilles de palmier et des banderoles agitées autour de lui. Pour son jubilé en tant que prêtre, Belize City lui offre une parade royale. Son asthme cardiaque l'oblige à démissionner à l'âge de 80 ans. Il meurt dans son sommeil le 25 novembre 1939, à Milwaukee. 